# スウィンバーン工科大学

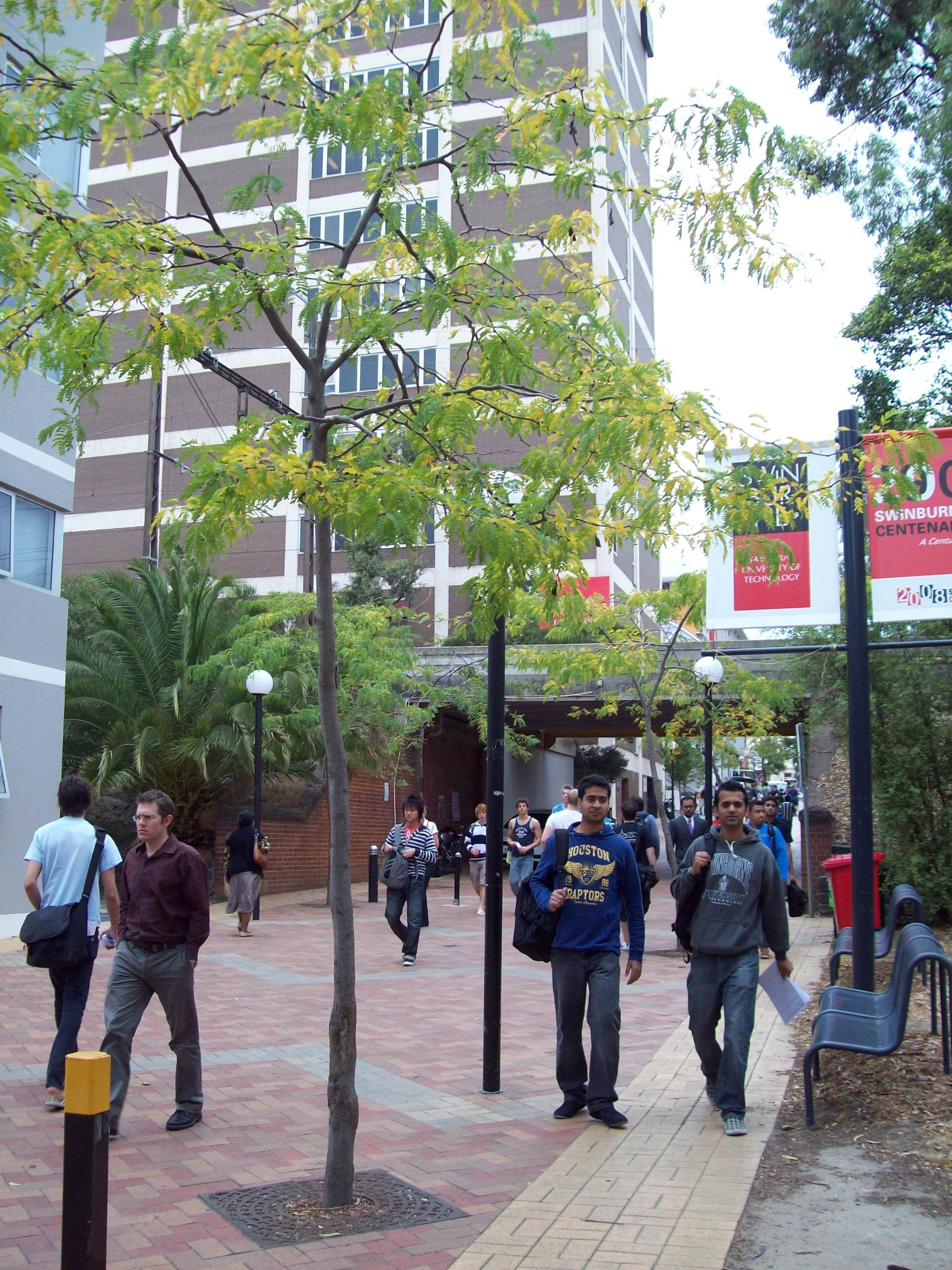
Hawthornキャンパス

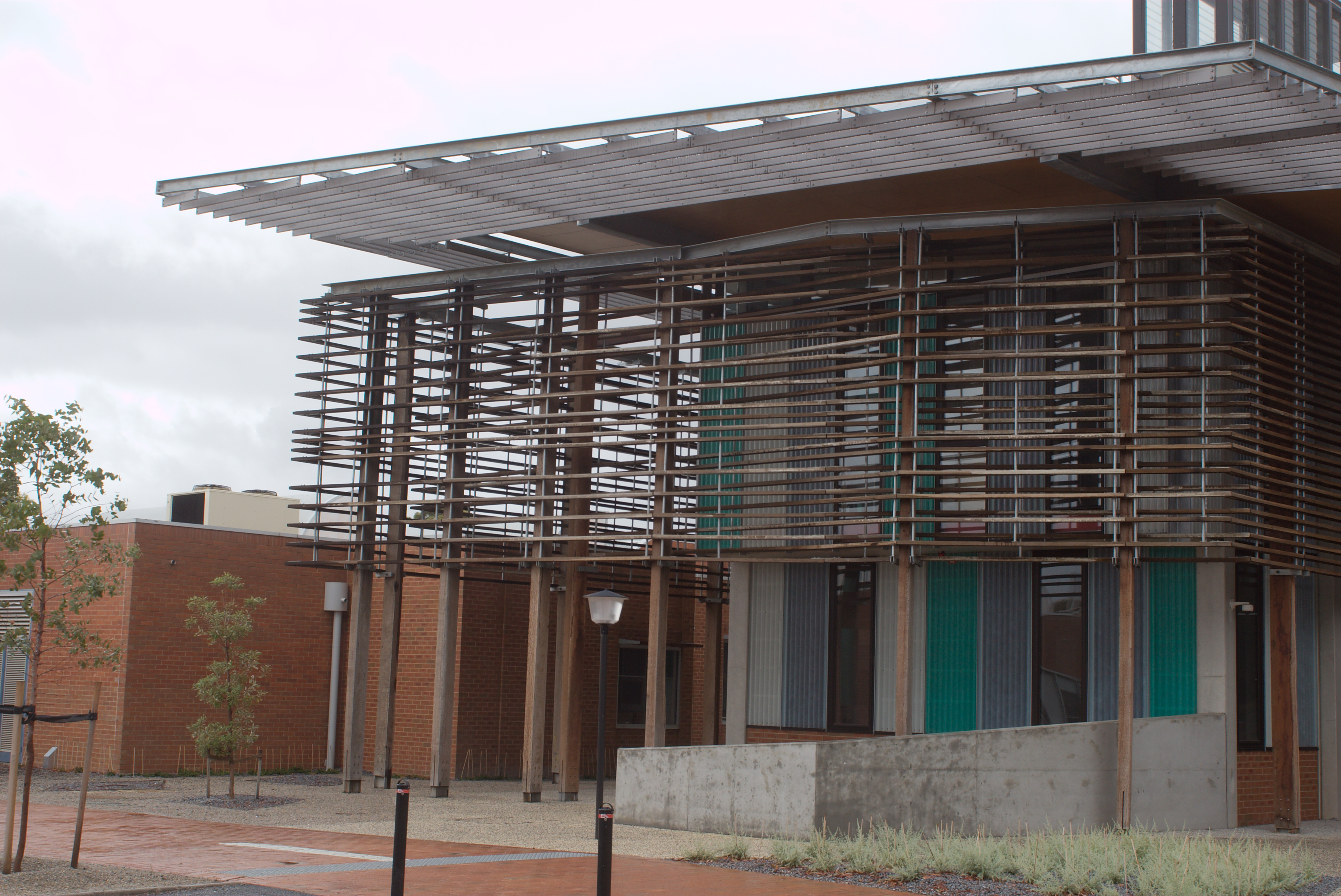
Wantirnaキャンパス

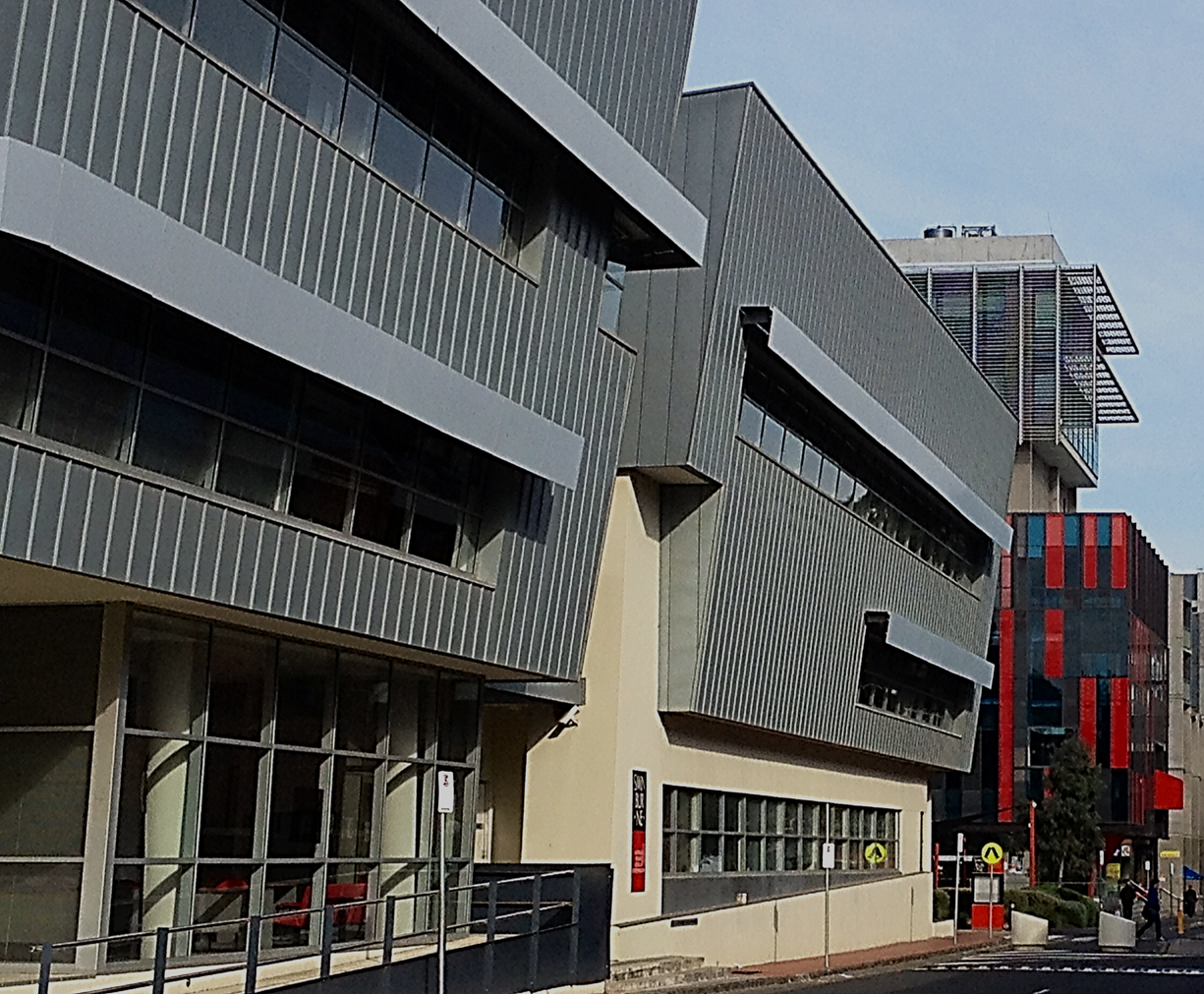
オーストラリア起業家大学院大学(AGSE: Australian Graduate School of Entrepreneurship)およびスウィンバーン・ロー・スクール(Swinburne Law School)

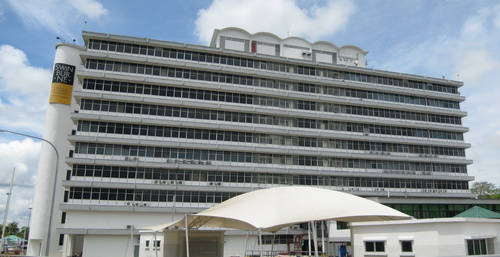
Swinburneマレーシア分校キャンパス（サラワク）

スウィンバーン工科大学（スウィンバーンこうかだいがく、英語: Swinburne University of Technology、略称SUT）は、オーストラリアのビクトリア州メルボルンにある公立大学。メインキャンパスはメルボルン郊外のホーソンにあり、メルボルン中心街から7.5キロメートル離れた場所に位置する。
スウィンバーンは国内外の3カ国にキャンパスを持ち、合計で約60,000人以上の学生が在学している。ホーソンのメインキャンパスに加え、メルボルン郊外ワンターナとクロイドンにキャンパスがある。また、海外分校としてマレーシアのサラワク、ベトナムのハノイ/ホーチミン/ダナンにもキャンパスがある。
オーストラリア第2の都市メルボルンは、イギリス・エコノミスト誌の調査部門「エコノミスト・インテリジェンス・ユニット(EIU)」が発表した「世界で最も住みやすい都市ランキング」2017で7年連続1位となっており、アカデミックな雰囲気と治安の良さを持った世界トップクラスの魅力的な街となっている。

## 沿革
スウィンバーン工科大学（SUT）の前身は、東部郊外技術学校（Eastern Suburbs Technical College）で、1908年にメルボルン郊外ホーソンにジョージ・スウィンバーンによって創設された。1913年、スウィンバーン技術学校（Swinburne Technical College）に改名された。その後、「スウィンバーン工科大学法」が制定されたことに基づき、1992年に現在のスウィンバーン工科大学（Swinburne University of Technology）の名称として認可された。また、同年にビクトリア・カレッジ（旧・職業訓練専門学校プラーラン・インスティテュート）を吸収合併した。
1998年、職業訓練専門学校アウター・イースト・インスティテュート（Outer East Institute）を吸収合併し、クロイドンとワンターナにキャンパスを設置した。
1999年、SUTは芸術系の国立曲芸芸術インスティテュート（National Institute of Circus Arts, NICA）を設置した。
2000年、SUTとマレーシアのサラワク州政府の協定に基づき、サラワク州にキャンパスを設置した。
2001年、オーストラリア初のオーストラリア起業家大学院大学（AGSE: Australian Graduate School of Entrepreneurship）を設置した。
2011年、SUTは先端技術センター（ATC: Advanced Technologies Centre）を設置した。ホーソンキャンパス内の22,000平方メートルの近代建築デザイン建造物で、最先端のバイオ・化学系の研究ラボとサステイナブルな教育スペースを提供している。
2014年、SUTは先進製造・デザインセンター（AMDC: Advanced Manufacturing and Design Centre)をホーソンキャンパス内に設置し、最新のものづくりとデザイン技術教育を推進している。同年、ソーシャルインパクトセンター（CSI Swin）も設置された。
2015年、SUTは工科大学では稀少な法科大学院を設置した。スウィンバーン・ロー・スクール（Swinburne Law School）は、ビクトリア州司法管理委員会（VLAB）によって認定されたビクトリア州で唯一のロースクールである。
2017年、AGSEをベースに、経営学・ビジネス分野のアントレプレナーシップ大学院を設置した（現在は、School of Business, Law and Entrepreneurship傘下でMBAコースも有する）。ビジネスプログラムは、Association to Advance Collegiate Schools of Business(AACSB)国際認証を取得している。
その他、研究所（Research Institute)関連として、ものづくり未来研究所（2016年）、データサイエンス研究所（2017年）、ヘルス・イノベーション研究所（2017年）、スマートシティ研究所（2017年）、ソーシャルイノベーション研究所（2017年）、宇宙技術産業研究所 (2021年）などを設置している。
オーストラリアの大学ガイド誌「The Good Universities Guide」2020で、教育の質、学生サポートなど5カテゴリーで最高の5つ星（80.7％）を獲得している。SUTは「国際的に認められている優れた研究を生み出すことに専念し、研究生・スタッフ・共同研究者には、世界を変えるようなプロジェクトに参加する機会を提供する」というビジョンを掲げ運営されている。

## 学科構成[17]
Faculty of Business and Law（ビジネス・法学部）
- Swinburne Business School（スウィンバーンビジネススクール）
  - Department of Accounting, Economics and Finance（会計・経済・金融学科）
  - Department of Business Technology and Entrepreneurship（ビジネス工学・起業学科）
  - Department of Management and Marketing（経営・マーケティング学科）

- Swinburne Law School（スウィンバーンロースクール）

Faculty of Health, Arts and Design（健康・美術・デザイン学部）
- School of Arts, Social Sciences and Humanities（美術・社会科学・人文学スクール）
  - Department of Education and Social Sciences（教育・社会科学科）
  - Department of Film and Animation（映像・アニメーション学科）
  - Department of Media and Communication（メディア・コミュニケーション学科）

- School of Design（デザインスクール）
  - Department of Communication Design and Digital Media Design（コミュニケーションデザイン・デジタルメディアデザイン学科）
  - Department of Interior Architecture and Industrial Design（インテリア建築・インダストリアルデザイン学科）

- School of Health Sciences（健康科学スクール）
  - Department of Health and Medical Sciences（健康医学科）
  - Department of Psychological Sciences（心理学科）
  - Department of Statistics, Data Science and Epidemiology（統計・データ科学・疫学科）

- National Institute of Circus Arts Australia (NICA)（オーストラリア国立曲芸芸術インスティテュート）

Faculty of Science, Engineering and Technology（理・工・技術学部）
- School of Science（理学スクール）
  - Department of Chemistry and Biotechnology（化学・生物工学科）
  - Department of Mathematics（数学科）
  - Department of Physics and Astronomy（物理学・宇宙工学科）

- School of Engineering（工学スクール）
  - Department of Aviation（航空工学科）
  - Department of Civil and Construction Engineering（都市・建設工学科）
  - Department of Mechanical Engineering and Product Design Engineering（機械工学・プロダクトデザイン工学科）

- School of Software and Electrical Engineering（ソフトウェア・電子工学スクール）
  - Department of Computer Science and Software Engineering（計算機科学・ソフトウェア工学科）
  - Department of Telecommunications, Electrical, Robotics and Biomedical Engineering（遠隔通信・電子・ロボット・生物医工学科）

## 学術

### ランキング
SUTは、世界大学学術ランキング(ARWU)2022で201-300位、QS世界大学ランキング2023で296位（芸術・デザイン部門では150位）、THE世界大学ランキング2023で301-350位（コンピュータサイエンス部門では150位）となっている。
総じて、芸術・デザイン、エンジニアリング、ビジネス、物理学・天文学の分野で高い評価となっている。特色のある学科に「フィルム・アニメーション」・「ロボティクス」等がある。また、THE世界大学ランキング「THE Young University Rankings 2023」では、トップ50にランクインしている。

### スウィンバーン・カレッジ
スウィンバーン工科大学はスウィンバーン・カレッジを運営しており、大学入学を準備している学生のための予備教育を提供している。スウィンバーン・カレッジでは、英語、基礎科目、ディプロマ・専門学年科目が教えられている。

## キャンパス

### ホーソン
ホーソンキャンパスはスウィンバーンのメインキャンパスである。職業教育課程、学士課程、大学院課程まで幅広く教えられている。

### ワンターナ
ワンターナは人文科学系科目に関連したキャンパスである。健康・コミュニティサービス学科、視覚芸術学科、ビジネス・会計学科がある。

### クロイドン
クロイドンキャンパスは職業訓練科目に関連したキャンパスである。建設、大工、電気、配管などの訓練を行う。

### プラーラン
スウィンバーンはプラーランキャンパスの運営を停止したが、国立曲芸芸術インスティテュートはいまだに同地に拠点を持つ。

### マレーシア
サラワクキャンパスはマレーシアのサラワク州クチンに位置する。

### ベトナム
ハノイ、ホーチミン、ダナンの3都市にキャンパスを構える。

### スウィンバーン・オンライン
SEEK株式会社との共同事業として、2011年にスウィンバーン・オンラインが創始された。

## 建築

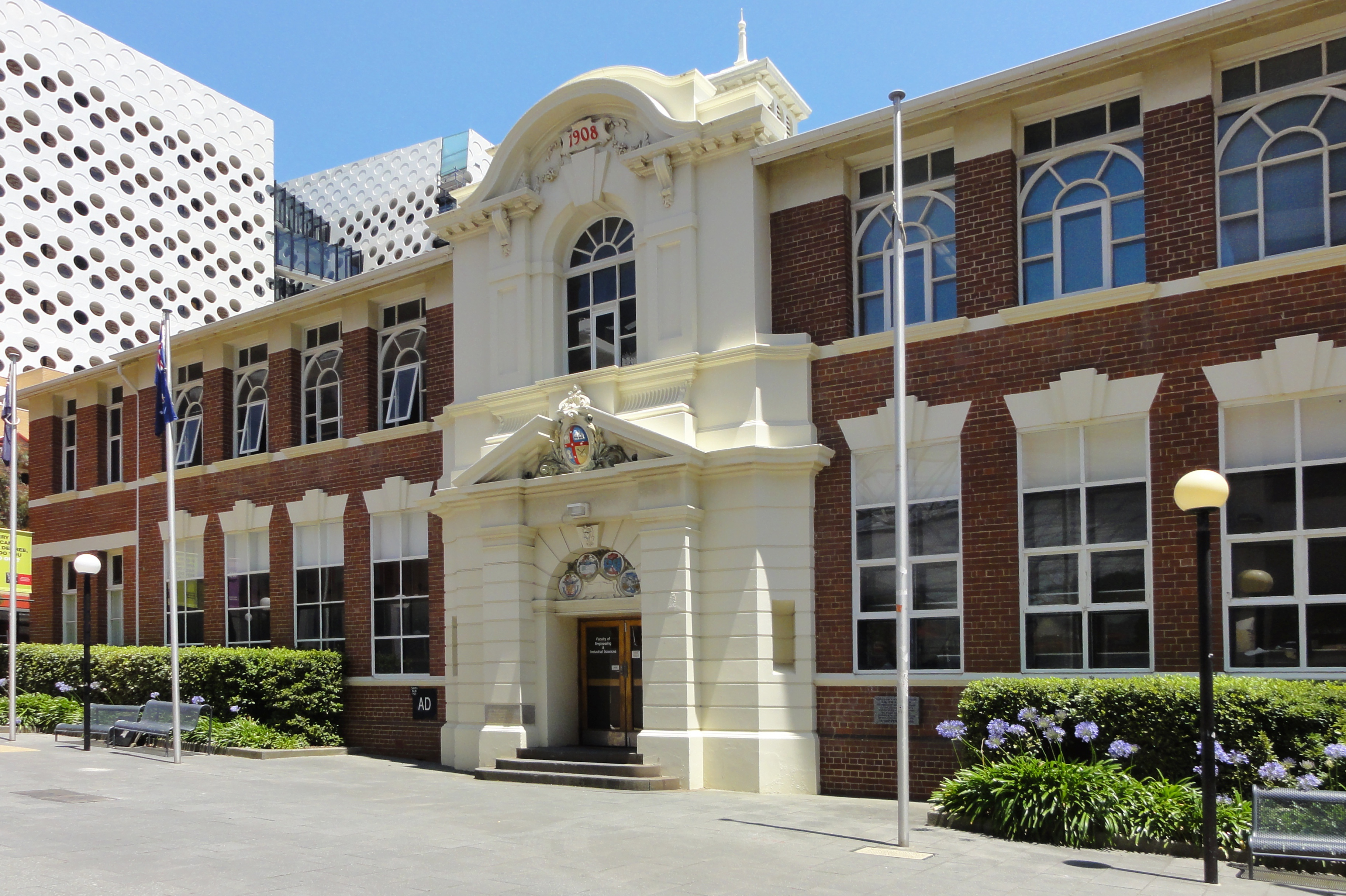
The Old Administration Building (1908年)。
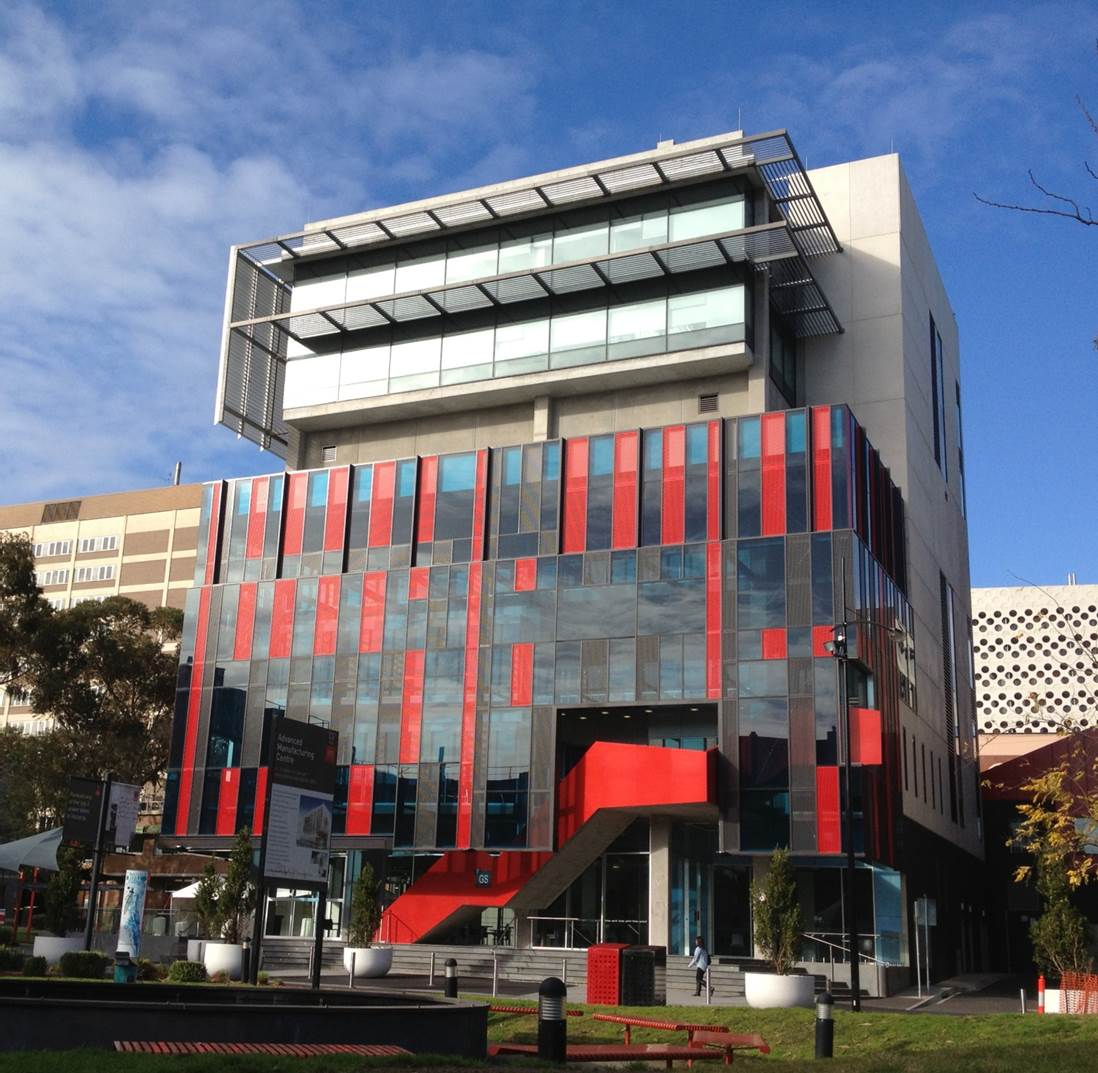
ジョージ・スウィンバーン棟。通称「ザ・ジョージ（The George）」（2011年）。

## 学生生活

### スウィンバーン学生組合
スウィンバーン学生組合（Swinburne Student Union, SSU）はスウィンバーン工科大学の学生を代表する独立組織である。全学生が加入できる。

## 著名な卒業生
- マーク・ハートリー：映画監督。代表作『Not Quite Hollywood: The Wild, Untold Story of Ozploitation!』（2008年）[29]。
- リチャード・ローウェンスタイン：映画監督。代表作『Autoluminescent』（ローランド・S・ハワードの生涯についてのドキュメンタリー映画、2011年）、『He Died With A Felafel In His Hand』（2001年）、『Dogs In Space』（1986年）、『Strikebound』（1984年）。
- L・スコット・ペンドルベリー（1914–1986）：風景画家、肖像画家。スウィンバーン技術学校講師（1946–1963）、美術学校長（963–1974）[30]。

## 日本の学生交流協定校
- 青山学院大学
- 大阪工業大学
- 大阪経済法科大学
- 追手門学院大学
- 岡山大学
- 関西外国語大学
- 神田外語大学
- 京都産業大学
- 甲南女子大学
- 国際教養大学
- 玉川大学
- 中央大学
- 中京大学
- 津田塾大学
- 獨協大学
- 長崎県立大学
- 広島国際大学
- 武蔵野大学